# کیتمانوو
کیتمانوو (به لاتین: Kytmanovo) یک منطقهٔ مسکونی در روسیه است که در سرزمین آلتای واقع شده‌است.